# Granjero busca esposa
Granjero busca esposa fue un reality presentado por Luján Argüelles durante las primeras cuatro ediciones y por Carlos Lozano en la quinta y la sexta edición. El programa se emitió en la cadena de televisión española Cuatro, y en él 10 granjeros conocían y convivían con mujeres de la ciudad en las que tenían que elegir a su esposa. Granjero busca esposa era la adaptación del formato Farmer Wants a Wife, estrenado en 2001 en la cadena ITV de Reino Unido y que ha sido versionado en numerosos países como Estados Unidos, Alemania, Australia o Francia.

## Mecánica del concurso
- En una primera gala de presentación los 10 granjeros se presentan al público tanto a ellos mismos como a su entorno de trabajo y describen qué tipo de mujeres es el que están buscando.
- En la segunda gala los 6 granjeros con más solicitudes conocen a 10 candidatas entre las que tienen que escoger a solo 5 que pasan a la siguiente fase.
- En la tercera gala los granjeros tienen que quedarse con solo 2 granjeras que convivirán con ellos durante 10 días en sus casa.

## Equipo

### Presentadores
| Presentador/a   | Información                 | Cuatro (canal de televisión) | Cuatro (canal de televisión) | Cuatro (canal de televisión) | Cuatro (canal de televisión) | Cuatro (canal de televisión) | Cuatro (canal de televisión) |
| Presentador/a   | Información                 | 1                            | 2                            | 3                            | 4                            | 5                            | 6                            |
| Presentador/a   | Información                 | 2008                         | 2009                         | 2010                         | 2011                         | 2016                         | 2017-18                      |
| --------------- | --------------------------- | ---------------------------- | ---------------------------- | ---------------------------- | ---------------------------- | ---------------------------- | ---------------------------- |
| Luján Argüelles | Presentadora                |                              |                              |                              |                              |                              |                              |
| Carlos Lozano   | Presentador, modelo y actor |                              |                              |                              |                              |                              |                              |

## Episodios y audiencias
| Temporada | Temporada | Episodios | Estreno                  | Final                    | Audiencia media | Audiencia media |
| Temporada | Temporada | Episodios | Estreno                  | Final                    | Espectadores    | Cuota           |
| --------- | --------- | --------- | ------------------------ | ------------------------ | --------------- | --------------- |
|           | 1         | 10        | 19 de septiembre de 2008 | 2 de marzo de 2009       | 1 904 000       | 10,7%           |
|           | 2         | 10        | 7 de octubre de 2009     | 9 de diciembre de 2009   | 1 469 000       | 8,5%            |
|           | 3         | 8         | 1 de agosto de 2010      | 19 de septiembre de 2010 | 1 229 000       | 9,1%            |
|           | 4         | 8         | 28 de septiembre de 2011 | 16 de noviembre de 2011  | 1 313 000       | 7,2%            |
|           | 5         | 8         | 12 de septiembre de 2016 | 8 de noviembre de 2016   | 1 146 000       | 8,2%            |
|           | 6         | 10        | 22 de noviembre de 2017  | 10 de enero de 2018      | 963 000         | 7,4%            |
| Total     | Total     | 54        | 19 de septiembre de 2008 | 10 de enero de 2018      | 1 412 000       | 8,7%            |

## Primera edición (2008-2009)
- 19 de septiembre de 2008 — 2 de marzo de 2009.

### Concursantes
| Participante          | Edad | Provincia                            | Ocupación                 |
| --------------------- | ---- | ------------------------------------ | ------------------------- |
| Carlos Ruiz           | 35   | Medina Sidonia (Cádiz)               | Criador de toros bravos   |
| Aitor Aurrekoetxea    | 30   | Mungía (Vizcaya)                     | Ganadero y agricultor     |
| Nides Riesco          | 45   | El Pego (Zamora)                     | Viticultor                |
| José Guillamet        | 40   | Montoliu (Lérida)                    | Agricultor                |
| David Escurt          | 26   | Llesui (Lérida)                      | Pastor de cabras y ovejas |
| Tito Martínez         | 30   | Gujuli (Álava)                       | Ganadero                  |
| Floren Álvarez        | 49   | Arroyo de la Encomienda (Valladolid) | Cetrero                   |
| José Maroto Martín    | 35   | Hontalbilla (Segovia)                | Criador de chotos         |
| José Antonio González | 42   | San Juan de la Cuesta (Zamora)       | Ganadero y apicultor      |
| José Antonio Castro   | 31   | Roche (Murcia)                       | Ganadero y agricultor     |

### Audiencias
| Programa  | Día de emisión | Audiencia         |
| --------- | -------------- | ----------------- |
| 1         | 19/08/2009     | 1 207 000 (9,0%)  |
| 2         | 12/01/2009     | 2 107 000 (11,0%) |
| 3         | 19/01/2009     | 1 587 000 (8,4%)  |
| 4         | 26/01/2009     | 1 937 000 (10,0%) |
| 5         | 02/02/2009     | 1 932 000 (10,6%) |
| 6         | 09/02/2009     | 2 169 000 (12,1%) |
| 7         | 16/02/2009     | 1 970 000 (10,9%) |
| Semifinal | 23/02/2009     | 2 008 000 (11,7%) |
| Especial  | 02/03/2009     | 1 748 000 (8,4%)  |
| Final     | 02/03/2009     | 2 380 000 (14,9%) |

## Segunda edición (2009)
- 7 de octubre de 2009 — 9 de diciembre de 2009.

### Concursantes
| Participante      | Edad | Provincia                       | Ocupación                      |
| ----------------- | ---- | ------------------------------- | ------------------------------ |
| Natalia Villén    | 25   | Mendata (Vizcaya)               | Criadora de cabras             |
| Fermín Menéndez   | 29   | Cadavedo (Asturias)             | Criador de vacas               |
| Santiago Cadahía  | 23   | Taboada (Lugo)                  | Criador de vacas               |
| Óscar Delgado     | 38   | Villanueva de la Vera (Cáceres) | Pastor de ovejas               |
| Alberto Carmona   | 29   | El Tejo (Cantabria)             | Tratante de ganado             |
| Pedro Mateo       | 40   | Alcanadre (La Rioja)            | Viticultor                     |
| Jesús Mateo       | 40   | Alcanadre (La Rioja)            | Viticultor                     |
| Luis Pomar        | 23   | Belver de Cinca (Huesca)        | Criador de cerdos y agricultor |
| Ventura Rodríguez | 35   | Nuevo Amatos (Salamanca)        | Criador de ovejas              |
| Marcos Gruñon     | 39   | Villarluengo (Teruel)           | Agricultor y ganadero          |
| Carlos Alcaide    | 27   | Motril (Granada)                | Agricultor                     |

### Audiencias
| Programa  | Día de emisión | Audiencia        |
| --------- | -------------- | ---------------- |
| 1         | 07/10/2009     | 1 497 000 (8,8%) |
| 2         | 14/10/2009     | 1 308 000 (7,7%) |
| 3         | 21/10/2009     | 1 551 000 (9,1%) |
| 4         | 28/10/2009     | 1 495 000 (8,4%) |
| 5         | 04/11/2009     | 1 576 000 (9,3%) |
| 6         | 11/11/2009     | 1 456 000 (8,3%) |
| 7         | 18/11/2009     | 1 545 000 (8,9%) |
| 8         | 25/11/2009     | 1 422 000 (8,2%) |
| Semifinal | 02/12/2009     | 1 294 000 (7,4%) |
| Final     | 09/12/2009     | 1 548 000 (8,6%) |

## Tercera edición (2010)
- 1 de agosto de 2010 — 19 de septiembre de 2010.

### Concursantes
| Participante | Edad | Provincia                                  | Ocupación                       |
| ------------ | ---- | ------------------------------------------ | ------------------------------- |
| Txelis       | 25   | Orduña (Vizcaya)                           | Ganadero y luchador [ELIMINADO] |
| Manuel       | 47   | Riberia (Lugo)                             | Ganadero [ELIMINADO]            |
| Sergio       | 24   | San Roque de Riomiera(La chula), Cantabria | Ganadero                        |
| Pedro        | 27   | Vezdemarbán, Zamora                        | Cabrero                         |
| Abel         | 25   | Frómista, Palencia                         | Agricultor [ELIMINADO]          |
| Julián       | 34   | Barbadillo del Pez, Burgos                 | Pastor y alcalde                |
| Ramón        | 36   | Albagés, Lérida                            | Ganadero                        |
| Priscilio    | 28   | Mahora, Albacete                           | Ganador y Viticultor            |
| Fausto       | 32   | Pozoblanco, Córdoba                        | Ganadero [ELIMINADO]            |
| Antonio      | 37   | Pozoblanco, Córdoba                        | Ganadero                        |

### Audiencias
| Programa  | Día de emisión | Audiencia         |
| --------- | -------------- | ----------------- |
| 1         | 01/08/2010     | 1 031 000 (8,3%)  |
| 2         | 08/08/2010     | 1 186 000 (9,8%)  |
| 3         | 15/08/2010     | 980 000 (8,7%)    |
| 4         | 22/08/2010     | 1 212 000 (9,9%)  |
| 5         | 29/08/2010     | 1 343 000 (10,2%) |
| 6         | 05/09/2010     | 1 302 000 (9,1%)  |
| Semifinal | 12/09/2010     | 1 390 000 (8,9%)  |
| Final     | 19/09/2010     | 1 386 000 (8,2%)  |

## Cuarta edición (2011)
- 28 de septiembre de 2011 — 16 de noviembre de 2011.

### Concursantes
| Participante | Edad | Provincia                                | Ocupación             | Decisión Final |
| ------------ | ---- | ---------------------------------------- | --------------------- | -------------- |
| Melendi      | 33   | Piloña (Asturias)                        | Ganadero              | Vanesa         |
| César        | 44   | Cevico de la Torre (Palencia)            | Agricultor y Ganadero | Gloria         |
| Luis         | 39   | Casarabonela (Málaga)                    | Jinete                | Arantxa        |
| Jonathan     | 22   | Castañeda (Cantabria)                    | Ganadero              | Elisabeth      |
| Gustavo      | 37   | Cabanillas (Navarra)                     | Agricultor y ganadero | Cristina       |
| Román        | 29   | Mota del Marqués (Valladolid)            | Agricultor y Ganadero | Yésica         |
| Fermín       | 40   | Galdúroz (Lizoáin-Arriasgoiti) (Navarra) | Ermitaño              | ELIMINADO      |
| Paco         | 52   | Samper de Calanda (Teruel)               | Ganadero              | ELIMINADO      |
| Joaquín      | 23   | Cassá de la Selva (Gerona)               | Agricultor y vaquero  | ELIMINADO      |
| Fidel        | 36   | Mayalde (Zamora)                         | Alcalde y cabrero     | ELIMINADO      |

### Audiencias
| Programa  | Día de emisión | Audiencia        |
| --------- | -------------- | ---------------- |
| 1         | 28/09/2011     | 1 385 000 (7,9%) |
| 2         | 05/10/2011     | 1 347 000 (7,6%) |
| 3         | 12/10/2011     | 1 278 000 (7,4%) |
| 4         | 19/10/2011     | 1 310 000 (7,1%) |
| 5         | 26/10/2011     | 1 340 000 (7,0%) |
| 6         | 02/11/2011     | 1 256 000 (6,7%) |
| Semifinal | 09/11/2011     | 1 202 000 (6,3%) |
| Final     | 16/11/2011     | 1 386 000 (7,4%) |

## Quinta edición (2016)
- 20 de mayo de 2016 — 8 de noviembre de 2016.

### Concursantes
| Participante | Edad | Provincia                 | Ocupación              | Decisión Final |
| ------------ | ---- | ------------------------- | ---------------------- | -------------- |
| Juanmi       | 21   | San José del Valle, Cádiz | Ganadero               | Carolina       |
| Rocío Jurado | 34   | Pozo del Camino, Huelva   | Ganadera               | Gabi           |
| José         | 29   | Madrid                    | Ganadero y odontólogo  | Macarena       |
| Lander       | 24   | Vizcaya                   | Ganadero               | Xandra         |
| Sigifredo    | 24   | Talarrubias, Badajoz      | Ganadero               |                |
| Don Luis     | 63   | Valladolid                | Aristócrata y ganadero | Natalia        |

### Audiencias
| Programa  | Día de emisión | Audiencia        |
| --------- | -------------- | ---------------- |
| 1         | 20/05/2016     | 872 000 (5,4%)   |
| 2         | 12/09/2016     | 1 309 000 (9,4%) |
| 3         | 19/09/2016     | 1 175 000 (8,6%) |
| 4         | 26/09/2016     | 1 261 000 (9,0%) |
| 5         | 03/10/2016     | 1 120 000 (7,9%) |
| 6         | 11/10/2016     | 1 041 000 (7,4%) |
| 7         | 18/10/2016     | 1 034 000 (7,7%) |
| Semifinal | 25/10/2016     | 1 106 000 (8,0%) |
| Final     | 08/11/2016     | 1 120 000 (7,6%) |

## Sexta edición (2017-2018)
- 22 de noviembre de 2017 — 10 de enero de 2018.

### Concursantes
| Participante | Edad | Provincia               | Ocupación              | Decisión Final |
| ------------ | ---- | ----------------------- | ---------------------- | -------------- |
| José         | 21   | Tarifa (Cádiz)          | Cabrero                |                |
| Facundo      | 47   | Mayá de Moncal (Gerona) | Profesor de Equitación |                |
| David        | 41   | Pontevedra              | Ganadero               | ABANDONO       |
| Garikoitz    | 26   | Gordoa (Vitoria)        | Ganadero               |                |
| Patricia     | 36   | Toledo                  | Ganadera               | ABANDONA       |
| Sigifredo    | 25   | Talarrubias, Badajoz    | Ganadero               |                |

### Audiencias
| Programa  | Día de emisión | Audiencia        |
| --------- | -------------- | ---------------- |
| 1         | 22/11/2017     | 1 035 000 (8,6%) |
| 2         | 29/11/2017     | 1 093 000 (8,1%) |
| 3         | 05/12/2017     | 986 000 (7,5%)   |
| 4         | 13/12/2017     | 904 000 (6,8%)   |
| 5         | 20/12/2017     | 679 000 (5,2%)   |
| 6         | 27/12/2017     | 680 000 (5,0%)   |
| Semifinal | 03/01/2018     | 700 000 (4,9%)   |
| Final     | 10/01/2018     | 963 000 (7,4%)   |

## Audiencias

### Granjero busca esposa: Ediciones
| Edición                                | Fecha     | Cadena | Espectadores | Cuota de pantalla | Gran Final        |
| -------------------------------------- | --------- | ------ | ------------ | ----------------- | ----------------- |
| Granjero busca esposa: Primera edición | 2008      | Cuatro | 1 904 000    | 10,7%             | 2 380 000 (14,9%) |
| Granjero busca esposa: Segunda edición | 2009      | Cuatro | 1 469 000    | 8,5%              | 1 548 000 (8,6%)  |
| Granjero busca esposa: Tercera edición | 2010      | Cuatro | 1 229 000    | 9,1%              | 1 382 000 (8,2%)  |
| Granjero busca esposa: Cuarta edición  | 2011      | Cuatro | 1 313 000    | 7,2%              | 1 382 000 (7,4%)  |
| Granjero busca esposa: Quinta edición  | 2016      | Cuatro | 1 146 000    | 8,2%              | 1 120 000 (7,6%)  |
| Granjero busca esposa: Sexta edición   | 2017-2018 | Cuatro | 880 000      | 6,7%              | 963 000 (7,4%)    |